# Carl von Linde
Carl Paul Gottfried Linde (Thurnau, Baviera, 11 de juny del 1842 – Múnic, 16 de novembre del 1934) fou un científic i enginyer alemany que descobrí un circuit de refrigeració i inventà els primers processos de fraccionament de l'aire i de liqüefacció de gasos a escala industrial. Aquests descobriments van ser determinants perquè Heike Kamerlingh Onnes guanyés el Premi Nobel de Física el 1913. Fou membre de diverses societats científiques i d'enginyeria. Linde també fundà l'empresa que actualment s'anomena Linde AG, l'empresa gasista més important del món, i apadrinà la creació de la logística de gasos industrials com una línia de negoci productiva. El 1897 fou nomenat cavaller amb el nom de Ritter von Linde.

## Màquina d'absorció
Carl von Linde, 1868
L'invent principal de Carl von Linde va ser la màquina d'absorció, és a dir, la nevera. Per liquar l'aire Linde va utilitzar un mètode basat en els treballs de James Prescott Joule i de William Thomson (qui després seria ennoblit com lord Kelvin), i la introducció de la tècnica de contracorrent. L'aire és aspirat per la màquina, on és comprimit, abans de refredar-se i ser descomprimit, de manera que en aquest punt es refreda. A la contra corrent intercanviadora de calor, l'aire que ja s'ha refredat s'empra per refredar més l'aire comprimit, que es refreda de nou amb la següent entrada d'aire. La contínua repetició del procés condueix a una major reducció de la temperatura fins que l'aire és liquat.